# 1841 en musique
| \| • Retour à la chronologie générale de la musique populaire • \| |
| XXIe siècle • XXe siècle • XIXe siècle • XVIIIe siècle XVIIe siècle • XVIe siècle • XVe siècle • XIVe siècle XIIIe siècle • XIIe siècle • XIe siècle • Xe siècle IXe siècle • VIIIe siècle • Haut Moyen Âge • Rome • Grèce |
| • Retour à la chronologie générale de la musique populaire • |

| • Retour à la chronologie générale de la musique populaire • |

| Années de la musique populaire : 1838 - 1839 - 1840 - 1841 - 1842 - 1843 - 1844    |
| Décennies de la musique populaire : 1810 - 1820 - 1830 - 1840 - 1850 - 1860 - 1870 |

## Événements et œuvres

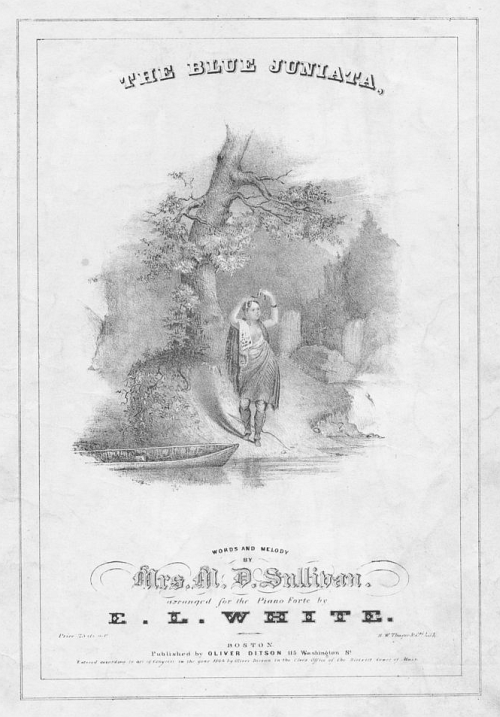
The Blue Juniata, édition de 1844

- The Blue Juniata, chanson populaire écrite par Marion Dix Sullivan : l'une des parlor songs les plus populaires du XIXe siècle et l'une des premières chansons écrite par une femme à avoir remporté un net succès commercial[1].
- Publication de The Bonnie Banks O' Loch Lomond, chanson traditionnelle écossaise, dans le recueil Vocal Melodies of Scotland.
- Reconstruction du Café des Ambassadeurs à Paris, qui se transforme en café-concert.
- Pierre-Jean de Béranger, chanson L’Orphéon[2].
- Charles Dickens mentionne la comptine anglaise Polly Put the Kettle On dans Barnaby Rudge, et publie ainsi pour la première fois les paroles sous leur forme actuelle[3].
- Louis-Agathe Berthaud publie dans le recueil collectif Les Français peints par eux-mêmes le texte Le goguettier[4], où il décrit des goguettes parisiennes, notamment la Goguette des Infernaux et la Goguette des Bergers de Syracuse.
- Sarah Flower Adams écrit les paroles de l'hymne Plus près de toi, mon Dieu.

## Naissances
- 6 mars : Alfred Rossel, chansonnier français de langue normande, mort en 1926.
- 5 août : Henri Blondeau, librettiste et chansonnier français († 4 mai 1925).